# 阿拉伯書院 (耶路撒冷)
阿拉伯書院（英語：Arab College）是英國巴勒斯坦託管地耶路撒冷的一所男子中學，於1918至1948年間運作，在1948年第一次中東戰爭中被毀。
第一次世界大戰結束後，英國在巴勒斯坦地區（以色列地）建立教育體系，其中包括官立阿拉伯書院（Government Arab College）。其主要功能是為小城鎮及鄉村新增設的小學培育教師。艾哈邁德·薩米·哈利迪（Ahmad Samih Khalidi）曾任該校校長。他是歷史學者瓦利德·哈利迪及塔里夫·哈利迪的父親。哈利迪校長於1926年將校名改為耶路撒冷阿拉伯書院。
阿拉伯書院是耶路撒冷唯一一所面向阿拉伯男性學生的教育機構。學校設有預科及教師證書課程，優秀學生可獲授獎學金赴英國升學。託管地政府計劃令該校成為該地區最重要的阿拉伯教育機構，並打算以此為基礎在耶路撒冷建立一所阿拉伯大學。該校向基督徒、穆斯林及猶太學生開放，但實際上很少有猶太學生在該校就讀。
該校被毀前已成為該地區最負盛名的阿拉伯學校。戰後數年間，原校舍被用作聯合國用地。原校址現為猶太教育機構Kiryat Moriah。

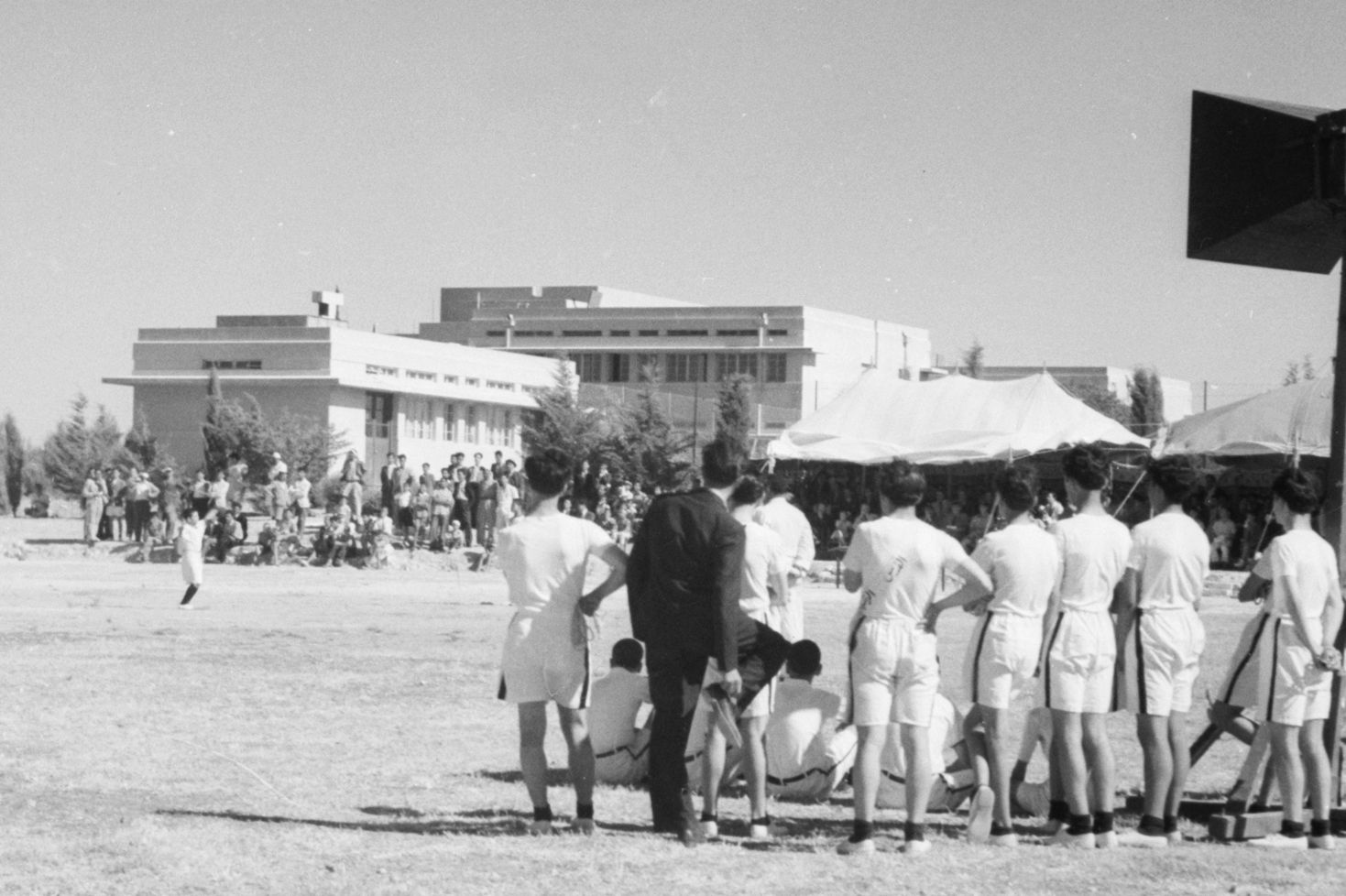
阿拉伯書院的一場體育比賽，攝於1942年

## 校友
- Ihsan Abbas
- Haidar Abdel-Shafi
- Abd el-Aziz el-Zoubi
- Halil-Salim Jabara
- Ismail Khalidi
- Salem Hanna Khamis
- Abdullah Rimawi
- Hasib Sabbagh